# Skin Alley
Skin Alley est un groupe de rock progressif britannique, originaire du Royaume-Uni. Il existe entre 1969 et 1974, et compte quatre albums studio, Skin Alley (1969), To Pagham and Beyond (1970), Two Quid Deal (1971), et Skin Tight (1973)

## Biographie
Pendant son existence, le groupe est composé de Thomas Crimble (chant, claviers, basse), Alvin Pope (percussions), Krzysztof-Henryk Juskiewicz (claviers, chant), Bob James (guitare, saxophone, flûte, chant). Engagé auprès de CBS Records, ils réalisent leur premier et éponyme album, un mélange de rock et de jazz, en 1969. La première chanson, Living in Sin, sera incluse dans l'album Fill Your Head with Rock, une compilation des années 1970 de leur label CBS. En 1970, Skin Alley réalise son album le plus populaire, To Pagham and Beyond, dont est extrait le single Walking in the Park. Crimble part pour jouer au sein de Hawkwind et organise le Glastonbury Festival. Il est remplacé par Nick Graham (ex-Atomic Rooster).
Remercié par CBS, le groupe remplace Alvin Pope par Tony Knight, de Bronx Cheer, avant de signer chez Transatlantic Records pour ses deux derniers albums. Le premier, Two Quid Deal, est d'excellente qualité. Plus orienté vers le rock, utilisant davantage la flûte, il ne connaît pas le succès. En mai 1972, Skin Alley apparaît sur Giants of Tomorrow, sponsorisé par le NME pour le Lincoln Festival.
Avant d'éclater, en 1973, le groupe publie un dernier album, Skintight, plus commercial, sans l'inspiration et l'audace des précédents. Ces quatre albums sont depuis peu réédités en CD aux États-Unis. Le groupe se sépare ensuite, et Graham connaîtra le succès avec ses groupes Alibi et the Humans, au début des années 1980.

## Membres
- Thomas Crimble - basse, chant, claviers, harmonica
- Bob James - saxophone, flute, guitare, chant
- Krzysztof Henryk Juszkiewicz - orgue, piano, accordéon, clavecin, mellotron, chant, trompette
- Giles « Alvin » Pope - batterie, percussions
- Nick Graham - chant, claviers, basse, flute
- Tony Knight - batterie, chant

## Discographie

### Albums studio
- 1969 : Skin Alley
- 1970 : To Pagham and Beyond
- 1971 : Two Quid Deal
- 1973 : Skintight

### Singles
- 1970 : Tell Me / Better Be Blind
- 1972 : You Got Me Danglin' / Skin Valley Serenade
- 1972 : In the Midnight Hour / Broken Eggs